# Igby Goes Down
Igby Goes Down (en Hispanoamérica Las locuras de Igby; en España La gran caída de Igby) es una película basada en la mezcla del drama y la comedia al más puro estilo "americano", lanzada en el año 2002, que obtuvo dos nominaciones al Globo de Oro por mejor actuación en una película musical o comedia (Kieran Culkin), así como mejor actriz secundaria (Susan Sarandon), obteniendo otras 8 nominaciones y 4 premios. El guion de Burr Steers narra la problemática vida de Jason "Igby" Slocumb (Kieran Culkin), un adolescente en una familia disfuncional.

## Sinopsis
Jason "Igby" Slocumb (Kieran Culkin), un adolescente de familia acomodada pero notablemente disfuncional, lo que genera en su desarrollo un sesgo de rebeldía y a ratos indiferencia respecto del devenir en su propia vida, que lo convierten en alumno problemático en las escuelas en que su drogadicta madre, Mimi (Susan Sarandon), trata de inscribirlo para que éste, razonablemente, termine su educación.
Así las cosas, Igby terminará en una escuela militar, de donde huye nuevamente, y para esconderse de su familia termina buscando refugio en el departamento de Rachel (Amanda Peet), una artista drogadicta que mantiene una relación extramarital con D.H. (Jeff Goldblum), quien de alguna manera es mecenas de Rachel, como del propio Igby.
Es en una fiesta donde conoce a Sookie (Claire Danes), una liberal universitaria con quien empieza a desarrollar una tímida relación romántica en la cual posteriormente intervendrá Oliver (Ryan Phillippe).  El padre de Igby (Bill Pullman) pasará a ser un personaje secundario en tanto se ausenta grandes pasajes de la película, debido a que permanece internado en un recinto de salud mental a raíz de su esquizofrenia.

## Elenco
- Kieran Culkin como Jason Igby Slocumb, Jr.
- Claire Danes como Sookie Sapperstein
- Jeff Goldblum como D.H. Banes
- Jared Harris como Russel
- Amanda Peet como Rachel
- Ryan Phillippe como Oliver 'Ollie' Slocumb
- Bill Pullman como Jason Slocumb
- Susan Sarandon como Mimi Slocumb
- Rory Culkin como Igby a los 10 años de edad
- Peter Anthony Tambakis como Oliver a los 13 años de edad
- Celia Weston como Bunny

## Trivia
- El director y escritor de la película, Burr Steers, originalmente quiso realizar una novela y no una película.
- En los Estados Unidos, fue calificada "R" (Restricted), debido a que tendría fuertes rasgos de lenguaje, sexo y drogas, que la harían poco recomendable para todo espectador.
- Esta película marcó la continuidad de personajes con "rasgos problemáticos" para Kieran Culkin, tras filmar The Dangerous Lives of Altar Boys.
- El director es uno de los directores de la exitosa serie estadounidense The L Word.
- La edición en DVD contiene un disco y cuenta con audio y subtitulado en español.
- Kieran Culkin es hermano de los también actores Macaulay Culkin, Rory Culkin, Quinn Culkin, Christian Culkin, Shane Culkin y Dakota.
- "Igby" es un apodo que se deriva de un muñeco de Jason, al cual culpaba de todo lo malo que le ocurría en su infancia.

## Premios
- Broadcast Film Critics Association Awards: Ganador a mejor actor juvenil (Kieran Culkin)
- Las Vegas Film Critics Society Awards: Ganador del Sierra Awards a mejor guion, mejor actriz de reparto (Susan Sarandon) y personaje joven en un film (Kieran Culkin)
- Premios Satellite: Mejor actuación en una comedia/drama (Kieran Culkin) y
- U.S. Comedy Arts Festival: Mejor director debutante (Burr Steers).